# Brittany Binger
Brittany Binger (nacida el 24 de marzo de 1987) es una modelo y personalidad de la televisión estadounidense que apareció como Playmate del mes en junio de 2007 para la revista Playboy.

## Primeros años
Brittany Binger nació en Bellevue, Ohio, y se graduó en el Bellevue High School en 2005. Se mudó a California en 2006.

## Carrera
Binger empezó su carrera a la edad de 13 años, firmando con Ford Models en Nueva York. Según su padre, siempre le ha interesado trabajar como modelo pero se mudó a California en 2006 con pocas expectativas. Sin embargo, su carrera empezó a despegar, y en junio de 2007, a los 20 años, fue playmate del mes para Playboy
Desde su mudanza a California,  ha aparecido en CSI: NY, Nick Cannon Pressents: Wild 'n Out, Deal or No Deal, y The Girls Next Door. Es amiga íntima de la estrella de The Girls Next Door Kendra Wilkinson, y ha aparecido como miembro de reparto de apoyo en el reality show de Wilkinson, Kendra.
Además de por Ford Models, Binger ha sido representada por Elite Model Management.